# 9786 Gakutensoku
9786 Gakutensoku (1995 BB) là một tiểu hành tinh vành đai chính được phát hiện ngày 19 tháng 1 năm 1995 bởi T. Kobayashi ở Oizumi.